# Епархия Франсвиля
 Епархия Франсвиля  (лат. Dioecesis Francopolitana in Gabone) — епархия Римско-Католической церкви с центром в городе Франсвиль, Габон. Епархия Франсвиля входит в митрополию Либревиля.

## История
5 октября 1974 года Римский папа Павел VI выпустил буллу «Animarum utilitati», которой учредил епархию Франсвиля, выделив её из епархии Муилы.

## Ординарии епархии
- епископ Фелиций-Патриций Макуака (5.10.1974 — 8.11.1996)
- епископ Тимофей Модибо-Нзокена (8.11.1996 — по настоящее время)

## Источник
- Annuario Pontificio, Ватикан, 2008
- Булла Animarum utilitati, AAS 66 (1974), p. 594  (лат.)